# 千葉耕市
千葉 耕市（ちば こういち、1931年8月13日 - 2001年11月9日）は、日本の男性声優、俳優、音響監督。東京府東京市（現：東京都）出生、岩手県胆沢郡前沢町（現：岩手県奥州市）出身。また一部の作品においては千葉 耕一とクレジットされることもあった。

## 略歴
東京府東京市（現：東京都）で長男として生まれ、小学校卒業後、一家と共に岩手県胆沢郡前沢町（現：岩手県奥州市）に転居。戦時中も両親は岩手県出身だったこともあり、一家をあげて郷里に疎開。その頃、前沢での2年間の中学在学中に言葉は岩手弁となった。
終戦後は東京に帰郷し、東京都立第七中学校に編入。しかし学力ではとてもついていけず、岩手弁だったこともあり、何か一言を話すと周囲がどっと笑っており、特に国語の時間が一番嫌いだった。励ますように標準語を教えて面倒を見てくれた友人がおり、演劇部が新設されることから「一緒にやろうじゃないか」と誘われ、演劇の道に足を踏み出した。第一回目の公演は『アルト・ハイデルベルクの恋』の主役のカール・ハインリッヒ役を演じていた。その時は男子校だったため、相手役は女子校の生徒に頼み、ラブシーンも演じ、学生の間で大いに話題となっていたという。
東京都立墨田川高等学校時代は演劇部では主役から大道具作り、音楽部に所属してドラムも叩いたり、サッカー部のキャプテンまで務めており、一着のユニフォームがボロボロに破けて、つぎはぎを着ていたため、「雑巾キャプテン」というあだ名が付けられていた。クラブ活動に熱中していたが、ある日、校長から優しく尋ねられて、中学時代の先輩でNHK東京放送劇団に所属していた小山源喜を紹介して紹介状を手にしてNHKに訪ねていた。小山は当時、高校生だという理由で当初は相手にしてくれなかったが、粘りに粘って、カバン持ちとして師事し、NHKのスタジオに通っていた。日本大学芸術学部卒業。
その後、小山が出演していた当時人気の連続ドラマ『向う三軒両隣り』で来宮良子が演じていた女子学生役が、なんとなく気にしている学生役の「今日は、いいお天気ですね!」のひと言を夢うつつのうちに演じていた。その時の放送謝礼金500円をくれた時には思わず震えていたという。
キリン座、ラジオ東京放送劇団2期（後のTBS放送劇団）、土の会、桐の会、東京アクタープロを経て、最終所属は同人舎プロダクション。音響監督としてはクルーズに所属していた。
ラジオ東京放送劇団時代は日本大学芸術学部の4年生として在学中だったため、朝は大学へ、午後から深夜にかけてはスタジオへ、という忙しい日が続いていたという。
1953年の夏、入社1年半たった時、初の大役の青春もののメインの役をつかみ、「いよいよこれで飛躍できる」と喜んだのもつかの間、紫斑病におかされてしまった。その時に病床で、演じるはずであった役を他の仲間が演じているのを聴きながら、くやし涙で枕を濡らしていた。半年の闘病生活を続けていたが病状は快方に向かわず、翌年の1月3日、病状が急変し、息が止まり、医師から死亡宣告をくだしていた。その後、霊安室(遺体安置室)に運ばれて、黄泉の国を1時間36分も生死の境を彷徨った挙げ句、息を吹き返したという。この2日前、お正月だったが、千葉のために7人が血を提供してくれたという。全快後、両親は時間的に規則正しい生活のできる職業に就くことを強く希望していたが、前述のとおり、自分のために血液を提供し、生命を再び与えてくれたこの7人のためにも、自分のできる仕事で精一杯働き、多くの人物たちに生きることの尊さ、楽しさを伝えることで恩返しをすることを決意していたという。
当初はアフレコ現場などで音響を担当していた技術者だったが、その個性的な声から声優業もこなすようになる。ラジオドラマ創成期から活動し、独立してからは晩年に至るまで長く音響監督としても活動した。
2001年11月9日に死去。70歳没。

## 人物
声優としての代表作はクリストファー・リーの吹き替えのフィックスとして知られる。独特の声質からホラー映画の吹き替えには多く出演し、『サスペリア』では出演だけでなくテレビCMのナレーションも担当した。仲間のうちから「バケナレ」と呼ばれるようになったという。
音響監督としての代表作はサンライズの『勇者シリーズ』など。演技指導はかなり厳しく、『勇者シリーズ』に出演した子安武人はラジオにて「勇者シリーズのラスボスは千葉さん」と語るほどであったが、役者出身だけに的確なアドバイスなど、若手の声優たちとの親交においてもとても信頼ある人物であった。
没後に出た『ガオガイガーFINAL サウンドトラック2』のパッケージ中には密かに、英語で「この作品を千葉耕市氏に捧げる」と記されている。作品に対して命の火が消えようとも力を尽くした、恩師・先輩への製作者、役者らの敬意と感謝、追悼の念が込められている。
その他に、アニメ『イソップワールド』（1999年にテレビ東京系で放映）を担当中に体調を崩し、入退院を繰り替えしたが、同番組の打ち上げパーティーでは「僕は（病気で）声を失った時に、“俳優としての千葉耕市は死んだ（終わった）”と思った。でも“演出家としての千葉耕市はまだ生きている”と考えるようになった。だからこそ今日まで自分を奮い立たせることができたんだ。人間、希望を捨ててはいけないのだよ」（注：“声を失った”とは、舞台などで観客の耳に届くほどの声量が出せなくなったという意味）と語った。
父は製薬会社第一製薬のサラリーマン。妻は音響制作プロデューサー、「クルーズ」社長の千田啓子。元前沢町町長の永井正二郎は母方の祖父。
特技は東北弁。趣味はゴルフ、ドライブ。

## 後任
千葉の死後、持ち役を引き継いだ人物は以下の通り。
| 後任     | 役名                   | 作品                              | 後任の初出演                             |
| -------- | ---------------------- | --------------------------------- | ---------------------------------------- |
| 大木民夫 | ペイ・ラ・カイン       | 『勇者王ガオガイガーFINAL』       | FINAL.06                                 |
| 槐柳二   | ミッキー               | 『ロッキーシリーズ』TBS版         | ソフト版追加部分                         |
| 糸博     | ベンジャミン・フィニー | 『宇宙大作戦 宇宙軍法会議』       | デジタルリマスター版追加部分             |
| 糸博     | アナン・セブン         | 『宇宙大作戦 コンピューター戦争』 | デジタルリマスター版追加部分             |
| 小林勝彦 | 皇帝                   | 「スター・ウォーズシリーズ」      | 『エピソード5/帝国の逆襲』特別篇追加部分 |
| 稲垣隆史 | 皇帝                   | 「スター・ウォーズシリーズ」      | 『エピソード3/シスの復讐』               |
| 青森伸   | 皇帝                   | 「スター・ウォーズシリーズ」      | 『スカイウォーカーの夜明け』             |
| 竹本和正 | コルプ                 | 『猿の惑星シリーズ』フジテレビ版  | 『猿の惑星・征服』WOWOW版追加部分        |

## 出演

### テレビアニメ
1964年
- 鉄腕アトム (アニメ第1作)（田鷲警部〈代役〉）
- ビッグX

1967年
- 黄金バット（ミレ博士）

1968年
- 怪物くん
- 巨人の星（1968年 - 1971年）

1969年
- アタックNo.1
- 海底少年マリン（ラビット）
- 六法やぶれクン（条文朗読）

1970年
- いなかっぺ大将（車先生）
- ばくはつ五郎（森田の祖父）

1971年
- アニメンタリー 決断
- 珍豪ムチャ兵衛
- ルパン三世 (TV第1シリーズ)（ハインライン博士）

1972年
- 赤胴鈴之助（千葉周作、ナレーター）※音響監督兼任
- 樫の木モック（司教、悪夢の精）
- 正義を愛する者 月光仮面（ドグマ博士）

1973年
- ど根性ガエル
- 山ねずみロッキーチャック（ひき蛙のじいさま）
- 荒野の少年イサム
- 科学忍者隊ガッチャマン

1975年
- タイムボカン（アルカモネ）

1976年
- ポールのミラクル大作戦（ロボット、ジュニアール、パルプ長老、ドラ・コーモラー）

1977年
- 家なき子
- 一発貫太くん（安、大星一徹）
- ヤッターマン（エカコシスト、戸沢風雲斉）
- ルパン三世 (TV第2シリーズ)

1978年
- 科学忍者隊ガッチャマンII（ドクターラッフェル）
- 女王陛下のプティアンジェ（ランド伯爵）
- 闘将ダイモス（一刀斉）
- 100万年地球の旅 バンダーブック

1979年
- アニメーション紀行 マルコ・ポーロの冒険（ラシード）
- 円卓の騎士物語 燃えろアーサー（地獄の騎士）
- 海底超特急マリンエクスプレス（ドンドラ）
- 怪盗ルパン813の謎（シュタインエック）
- 未来ロボ ダルタニアス（楯一人）※音響演出兼任
- ゼンダマン

1980年
- 鉄腕アトム (アニメ第2作)（灰戸博士）
- 釣りキチ三平（毛鉤山人）

1981年
- うる星やつら（1981年 - 1982年、校長 他）

1982年
- 愛の戦士レインボーマン（ダイバダッタ）
- 太陽の子エステバン（マユカ）
- 魔法のプリンセス ミンキーモモ（ガガンコ）

1983年
- タイムスリップ10000年プライム・ローズ

1984年
- 巨神ゴーグ（ドクター田神）

1985年
- ゲゲゲの鬼太郎（第3作）（ぬらりひょん〈初代〉）

1986年
- 宇宙船サジタリウス（トンシー博士）

1987年
- 機甲戦記ドラグナー（1987年 - 1988年、ラング・プラート、チェンドル、ヤム・ラオチュン）

1988年
- 鎧伝サムライトルーパー（冒頭ナレーション）※音響監督兼任

1992年
- 伝説の勇者ダ・ガーン（1992年 - 1993年、オーボス）※音響監督兼任

1994年
- 魔法陣グルグル（ラジニ）
- 勇者警察ジェイデッカー（マギー出門、ロンドン警視総監）※音響監督兼任

1995年
- 黄金勇者ゴルドラン（越後屋店主、学者）※音響監督兼任

1997年
- 勇者王ガオガイガー（カイン）※音響監督兼任

2005年
- 勇者王ガオガイガーFINAL GRAND GLORIOUS GATHERING（ペイ・ラ・カイン〈初代〉）※音響監督兼任、OVA再編集

### 劇場アニメ
- 巨人の星 大リーグボール（1970年）
- 巨人の星 宿命の対決（1970年）
- クラッシャージョウ（1983年、コルテジアーニ）※藤野貞義と協同で音響監督兼任
- ゴルゴ13（1983年、時計屋）
- 地球物語 テレパス2500（1984年、ロベルト[25]）
- GREY デジタル・ターゲット（1986年、ロバート）
- ゲゲゲの鬼太郎 激突!!異次元妖怪の大反乱（1986年、ぐわごぜ[26]）
- SD戦国伝 暴終空城の章（1989年、ナレーター）※音響監督兼任
- SD戦国伝 天下泰平編（1993年、御隠居頑駄無）※音響監督兼任
- ドラゴンクエスト列伝 ロトの紋章（1996年、タルキン）

### OVA
- ラブ・ポジション ハレー伝説（1985年、筑波博士[27]）
- 風と木の詩 SANCTUS -聖なるかな-（1987年、ルイ・レネ）※音響監督兼任
- ヘル・ターゲット（1987年、ユーラー・トレヤノフ、ユーラーの父）
- SD戦国伝 頭虫邸の忍者合戦（1989年、語り手）※音響監督兼任
- ジャイアントロボ THE ANIMATION -地球が静止する日（1992年 - 1998年、フォーグラー博士）
- 勇者王ガオガイガーFINAL（2000年、ペイ・ラ・カイン〈初代〉[28]）※音響監督兼任

### ゲーム
- 新世代ロボット戦記ブレイブサーガ（1998年、オーボス）

### ドラマCD
- 黄金勇者ゴルドラン 総天然色CD大活劇「ワルター・ワルザックの大冒険」（スペシャルゲスト）※音響監督兼任

### 吹き替え

#### 担当俳優
クリストファー・リー
- 1941（ウォルフガング・フォン・クラインシュミット大佐）※TBS版
- オデュセイア 勇者オデュッセウス魔の海の大航海（テイレシアース）
- 怪奇! 二つの顔を持つ男（チャールズ・マーロウ / エドワード・ブレイク）
- 帰って来たドラキュラ（ドラキュラ伯爵）
- キャサリン恐怖の性（マイケル神父）
- 吸血鬼 恐怖のメス（ドラキュラ伯爵）
- 恐怖のミニチュア光線
- サイレント・フルート（ゼタン）
- シャーロック・ホームズの冒険（マイクロフト・ホームズ）
- 続・星の国から来た仲間（ヴィクター・ギャノン）
- ダイヤモンドの犬たち（チルトン）
- 007 黄金銃を持つ男（スカラマンガ）※TBS版
- ドラキュラの血の味（ドラキュラ伯爵）
- 呪われた館（ドクター・ニューハート）

ピーター・カッシング
- 恐怖の夜 悪魔のチャイルド
- 残酷の沼（ランスロット・カニング）
- 新ドラキュラ/悪魔の儀式（ヴァン・ヘルシング）
- スリラー・ゲーム/人狼伝説（Dr.クリストファー・ランドグレン）
- 大海戦史
- 地下道の咬殺獣/血に飢えた狼人間の怪（ポール・カタフランク教授）
- デビルス・ビレッジ
- ドラキュラ'72（ヴァン・ヘルシング教授）
- フランケンシュタインの逆襲（ヴィクター・フランケンシュタイン男爵）

バージェス・メレディス
- アトランチスの謎（カニンガム教授）※フジテレビ版
- ロッキーシリーズ（ミッキー・ゴールドミル）
  - ロッキー
  - ロッキー2
  - ロッキー3 ※TBS版（ソフト収録）
  - ロッキー5/最後のドラマ ※日本テレビ版（ソフト収録）

レイ・ウォルストン
- 俺がハマーだ! シーズン2 #2（エイモス・マッコイ教授）
- ギャラクシー・オブ・テラー/恐怖の惑星（コア）※TBS版（BD収録）
- 初体験/リッジモント・ハイ（ハンド先生）※フジテレビ版
- プライベイトスクール（運転手）

#### 映画
- 愛情物語
- アウトロー（チーフ・ダン・ジョージ）※テレビ朝日版
- 赤毛のアン（マシュー・カスバート〈リチャード・ファーンズワース〉）※フジテレビ版
- アガサ 愛の失踪事件
- 悪魔の墓場（ダフィール医師）※テレビ東京版
- 悪魔のようなあなた（キム〈ペーター・モスバッヘル〉）※テレビ朝日版（ソフト収録）
- 悪魔のワルツ（ロジャー・ウェスト医師〈ウィリアム・ウィンダム〉）
- あの胸にもういちど（マリウス・ゴーリング）
- 荒鷲の要塞（ロゼマイヤー将軍）※日本テレビ旧録版
- 怒りの葡萄（父〈ラッセル・シンプソン〉）
- いつも2人で（クロード・ドーファン）
- 歌えドミニク(リカルド・モンタルバン)
- 裏切り鬼軍曹（アップルトン〈マーレイ・ハミルトン〉）
- 裏切りの荒野（ミゲル・ガルシア〈クラウス・キンスキー〉）
- 裏窓の眼
- ウルフ（オム・プリ）※ソフト版
- エリミネーターズ（リーヴス博士〈ロイ・ドートリス〉）
- エンゼル・ハート（ファウラー医師）※テレビ朝日版
- OK牧場の決斗（コットン・ウィルソン〈フランク・フェイレン〉）※テレビ朝日新録版
- オーメン（ナレーション）※LD版
- オーメン2/ダミアン（パサリアン、ブーゲンハーゲン〈レオ・マッカーン〉）※TBS版
- オリバー・ツイスト（アレック・ギネス）
- 帰って来たガンマン（ダン・デュリエ）
- 火星人地球大襲撃（ハウエル〈ピーター・コプリー〉）※NETテレビ版
- 吸血鬼ドラキュラの花嫁（神父）※TBS版
- 吸血の群れ（スチュアート・マーティンデイル）
- 凶人ドラキュラ（クローブ）
- クレージーモンキー 笑拳（鉄の爪）※日本テレビ版
- 黒い絨毯（インカチャ）※テレビ東京版
- 刑事マディガン（ジェームズ・プライス〈フランク・マース〉）※テレビ朝日版（BD収録）
- 激戦地（アッカーマン大佐〈ヴォルフガング・プライス〉）
- 剣と十字架（法王〈フィンレイ・カリー〉）
- 5月の７日間（プレンティス上院議員〈ホイット・ビッセル〉）
- ゴッドファーザー PART II（司祭）
- コマンドー（アリアス元大統領〈ダン・ヘダヤ〉）※TBS版（日本語吹替完全版Blu-rayBOX収録）
- 殺しが静かにやって来る（カルロ・ダンジェロ）
- サスペリア（ミリウス教授〈ルドルフ・シュンドラー〉、ナレーション）※TBS版
- 殺人者はライフルを持っている!（ボリス・カーロフ）
- 猿の惑星シリーズ（コルプ）
  - 猿の惑星・征服[29]
  - 最後の猿の惑星[30]
- 三銃士（ボナシュウ〈スパイク・ミリガン〉）
- シェークスピア連続殺人 血と復讐の舞台（エドワード・リオンハート〈ヴィンセント・プライス〉）
- ジェット・ローラー・コースター（キーファー警部〈ハリー・ガーディノ〉）※日本テレビ版
- 地獄のモーテル（ヴィンセント・スミス〈ロリー・カルホーン〉）
- シベールの日曜日（父親）
- ジュール・ヴェルヌの地底探検（オルセン）
- 13日の金曜日（ラルフ）
- ショーン・コネリー/盗聴作戦（デラニー〈ラルフ・ミーカー〉）
- 新シャーロック・ホームズ おかしな弟の大冒険（シャーロック・ホームズ〈ダグラス・ウィルマー〉）※テレビ朝日版（DVD収録）
- シンドバッド虎の目大冒険（メランシアス〈パトリック・トラウトン〉）※ソフト版
- スター・ウォーズシリーズ
  - スター・ウォーズ エピソード5/帝国の逆襲（パルパティーン皇帝 / ダース・シディアス〈クライヴ・レヴィル〉）※ビデオ版
  - スター・ウォーズ エピソード6/ジェダイの帰還（パルパティーン皇帝 / ダース・シディアス〈イアン・マクダーミド〉）※ソフト版
- スフィンクス（ムハメッド）※テレビ朝日版
- スペース・エイド（ラフ王〈エリック・アイドル〉）
- 聖衣（ポンティウス・ピラトゥス〈リチャード・ブーン〉）※フジテレビ版、（タイベリアス皇帝）※LD版
- 世紀の怪物/タランチュラの襲撃（ジョシュ）
- ソルジャーブルー（アイヴァーソン大佐〈ジョン・アンダーソン〉）
- ゾンビ伝説（スクンバッカー教授〈マイケル・ガフ〉）
- 対決（ハックワース〈ハリー・ディーン・スタントン〉）※ビデオ版
- 大脱走2（アブサロン〈ドナルド・プレザンス〉）
- 大反撃（ビリー・バイロン・ビックス中尉〈ブルース・ダーン〉）
- タイム・マシン 80万年後の世界へ（ウォルター・ケンプ〈ウィット・ビッセル〉）
- 脱走特急（ヴォルフガング・プライス）※TBS版
- 007 カジノロワイヤル（ジョン・ヒューストン）※日本テレビ版
- チェンジリング（ジョセフ・カーマイケル〈メルヴィン・ダグラス〉）※テレビ東京版（ソフト収録）
- チェンバー・オブ・フィア/恐怖の密室（カール・マンテル博士〈ボリス・カーロフ〉）
- 血のエクソシズム/ドラキュラの復活（神父〈マイケル・グウィン〉）※日本テレビ版（BD収録）
- テキサスSWAT（L・Q・ジョーンズ）※テレビ朝日版
- デッドフォール（イブ・ペレ〈ジャック・パランス〉）※ソフト版
- デビルスピーク（老司祭、ナレーション）
- 電撃フリントGO!GO作戦（クラムデン長官〈リー・J・コッブ〉）※TBS版
- ドラゴン・カンフー/龍虎八拳（座長）
- ドラゴンVS.7人の吸血鬼（ドラキュラ伯爵〈ジョン・フォーブス・ロバートソン〉）
- ドラゴンへの道（チャック・ノリス）
- ネバーエンディング・ストーリー（カイロン〈モーゼス・ガン〉）※テレビ朝日版（BD収録）
- ネバー・クライ・ウルフ（町の男〈ヒュー・ウェブスター〉）※フジテレビ版
- バイオ・インフェルノ（ニールセン博士〈リチャード・ダイサート〉）※テレビ東京版
- 白鯨（フラスク〈シーモス・ケリー〉）※TBS版
- 白昼の列車爆破作戦(マッコム・テーラー)
- 八点鐘が鳴るとき（ラボルスキー〈ファーディ・メイン〉）※日本テレビ版
- バニシング・ポイント（ディーン・ジャガー）※LD版
- パピヨン（トゥーサン〈アンソニー・ザーブ〉）※テレビ朝日版
- パラダイム（ハワード・バイラック教授〈ヴィクター・ウォン〉）※テレビ朝日版（ソフト収録）
- 悲愁（フィリップ・オバー）
- ビッグトレイル（猫背〈マーティン・ランドー〉）
- ファンタズム（トールマン〈アンガス・スクリム〉）
- ブルース・ブラザース（レイ・チャールズ）※フジテレビ新録版
- 北京の55日（トゥアン王子〈ロバート・ヘルプマン〉）
- ヘルハウス（マイケル・ガフ）
- 誇り高き戦場（アーント大佐〈アントン・ディフリング〉）※TBS旧録版
- 星空の用心棒（判事）※TBS版
- ポセイドン・アドベンチャー（ジャック・アルバートソン）※TBS版
- 北海ハイジャック（オラフセン船長）※フジテレビ版
- 炎のランナー（サム・マサビーニ〈イアン・ホルム〉、ロジャース〈リチャード・グリフィス〉）
- ホラー・ワールド（アンソニー・パーキンス）
- マダムと泥棒（アレック・ギネス）
- マニトウ（ジョン・シンギングロック〈マイケル・アンサラ〉）
- 招かれざる客（ライアン神父〈セシル・ケラウェイ〉）
- マペットめざせブロードウェイ!（グレゴリー・ハインズ）※CBS/FOXビデオ版
- マルクスの二梃拳銃(クエール〈グルーチョ・マルクス〉）
- 見知らぬ乗客(コリンズ教授〈ジョン・ブラウン〉）※テレビ朝日版
- ミッドウェイ（ロシュフォート中佐〈ハル・ホルブルック〉）※TBS版
- 未来世紀ブラジル（カーツマン氏〈イアン・ホルム〉）
- 名探偵登場（アレック・ギネス）
- 名探偵再登場（シド・シーザー）
- メッセンジャー・オブ・デス（サイラス・パイク〈ドン・ケネディ〉）※テレビ朝日版
- メテオ（ハリー・シャーウッド〈カール・マルデン〉）※ビデオ版
- 遊星よりの物体X（ネッド・スコッティ・スコット〈ダグラス・スペンサー〉）
- 妖女ゴーゴン（ナレーター）
- 夜の大捜査線（市長〈ウィリアム・シャラート〉）※TBS（BD収録）
- ラフ・カット（ウィリス〈デヴィッド・ニーヴン〉）
- リオ・ブラボー（ウォルター・ブレナン）※フジテレビ版
- ロング・グッドバイ（ドクター・ヴェリンジャー〈ヘンリー・ギブソン〉）※TBS版（HDリマスター版DVD収録）

#### ドラマ
- アメリカン・ヒーロー（ベック〈ジョセフ・ワイズマン〉、マルコ〈フェルディナンド・メイン〉）
- インベーダー「脅威の核爆弾」（トムキンス〈ウェズリィ・アディ〉）
- 宇宙大作戦
- がんばれ!ベアーズ シーズン2 #5（ヘンリーおじさん）
- こちらブルームーン探偵社
  - シーズン2 #15（ローレンス・エヴェレット〈ロバーツ・ブロッサム〉）
  - 愛の勝利（ケンドール〈ウィリアム・ヒッキー〉）
- コロネットブルーの謎「公園にて」(メガネの男〈アンドリュー・ダンカン〉）
- ジェシカおばさんの事件簿（ビル・カーモディ、フレッド）
- シャーロック・ホームズの冒険「入院患者」（ロシア貴族の老人）
- スカーレット/続・風と共に去りぬ（ピエール・ロビヤール〈ジョン・ギールグッド〉）
- スパイ大作戦
  - シンジケートをばらせ（ティノ）
  - ダイアモンド作戦（指令を渡す主人、ダイアモンドを鑑定する場面にいる男）
  - 偽造紙幣マシン（アントン）
  - 不死鳥を葬れ（警備員）
  - 金庫へ追い込め！（デ・バロ大統領）
  - 移植手術を演出しろ（ラバッシ）
  - ヤングパワー（ボラリー）
  - 殺し屋（バートン）
  - 大量殺戮兵器（将軍）
  - 怪奇! 不老長寿の水（ドレイク〈キャメロン・ミッチェル〉）
- スペース1999
  - シーズン1（ビクター・バーグマン教授〈バリー・モース〉）
  - マヤよ！ 永遠にアルファに…（アルコン）
- 0011ナポレオン・ソロ（#3、#9 アメリカ大使、#19、#53、#77）
- 大魔境突破（スペンス〈レナード・ニモイ〉）
- 地上最強の美女たち!チャーリーズ・エンジェル
  - シーズン1 #21（マーシュ）
  - シーズン2 #5（CJ）
- 地上最強の美女バイオニック・ジェミー シーズン1 #5（ビル・エルジン〈ウィリアム・シャラート〉）
- 電撃スパイ作戦（#5 アンダーソン〈ジュリアン・グローヴァー〉、#6 ドクター・ファーレイ〈ニコラス・コートニー〉、#8 副官、#11 グレイソン博士〈レジナルド・ジェサップ〉、#21）
- 特捜警部アイシャイド（エド・パークス刑事部長〈エディ・イーガン〉）
- ドクタークイン 大西部の女医物語 シーズン1 #9（イライアス・ジャクソン〈ロバート・カルプ〉）
- 特別狙撃隊S.W.A.T. シーズン1 #5（ストライカー）
- 特攻ギャリソン・ゴリラ（#8 クリューガー大佐〈カート・ローエンス〉、#18 デーゲンハルト少佐〈ティモシー・スコット〉、#21 ブロイラー大佐〈カート・ローエンス〉）
- 特攻野郎Aチーム
  - シーズン3 #10（ジーク・ウェスターランド〈ジョセフ・ワイズマン〉）
  - シーズン5 #8（A.J.バンクロフト〈ジェフ・コーリー〉）
- 謎の円盤UFO
  - 宇宙人捕虜第二号（シュローダー）
  - UFO月面破壊作戦（シュローダー）
  - シャドーはこうして生まれた！（イギリス代表）
- 遥かなる西部（リチャード・クレンナ）
- ハローアインシュタイン 遥かなる宇宙へのメッセージ　※日本テレビ版
- 秘密指令S #11(ローリング大佐)
- フェーム/青春の旅立ち（クランドル先生）
- プリズナーNo.6
  - 地図にない村（監督官〈ピーター・スワンコック〉）
  - 死の筋書き（医者〈ダンカン・マクレイ〉）
- プロテクター電光石火
  - 変身と拷問
  - ダイヤで殺せ（車のディーラー、オークション参加者）
  - 死んだはずだよハリー（大統領）
- ペリー・メイスン
  - 「夜の銃声」
  - 「幻の強盗」
- 弁護士ジャッド「ある心臓移植」（ドレイトン〈リチャード・ブル〉）
- ミステリー・ゾーン（ホスト〈ロッド・サーリング〈3代目〉）※TBS版
- ミセス・ケイトの冒険（オルデン〈ヘンリー・ジョーンズ〉）
- ミセス・コロンボ「殺し屋の声が聞こえる」（オルデン〈ヘンリー・ジョーンズ〉）
- 名探偵登場〜ルーク教授「ロンドン殺人事件」（イースター・フィールド〈ティモシー・ウェスト〉）
- 世にも不思議な物語（ストーリーテラー〈ジョン・ニューランド〉）

#### 海外人形劇
- 海底大戦争 スティングレイ ウラナリ大王の挑戦（海軍長官）
- キャプテン・スカーレット
  - 無人戦車ユニトロン!（最高司令官）
  - ミステロン基地発見!（月基地総督）
  - 北極の死闘!（ローズ司令官）
  - スペクトラムの暗号をねらえ！（コルガン）
  - 大統領を守れ!（ロベルト大統領）
- サンダーバード
  - 世界一のビルの大火災（ジョー・カーター）
  - 魅惑のメロディ（オルセン）
- ジョー90 世界一の金庫破り（技師）
- マペット・ショー
- ロンドン指令X 潜水艦スパイ（トム・ウィリアムズ）

#### アニメ
- アウター・リミッツ（光宇宙人、ビショップ、ラーム博士）
- イウォーク物語（ゴルニーシュ）※VHS版
- オリバー ニューヨーク子猫ものがたり（ソーセージ屋のルイ）
- キングコング[31]
- 001/7親指トム
- バットマン（ノストロモス）
- スパイダーマン（クール博士）※初代吹き替え版
- 少年勇者ギルドン[32]
- 小さなインディアン
- 兵士の物語

### テレビドラマ
- おやゆび姫（1955年、KRテレビ）※デビュー作
- 快獣ブースカ 第7話「スパイをやっつけろ!」（1966年、日本テレビ） - 空港職員
- ジャイアントロボ（1967年、NET） - ナレーター

### 人形劇
- ひげよさらば（じいさまガエル）

### ラジオドラマ
- ある晴れた日に（1952年、KR）[33]
- ある月光曲（1960年、ミタル[34]）

### その他コンテンツ
- ファンタズム (映画)（予告編ナレーション）
- ザ・ショック（予告編ナレーション）
- 日立製作所「日立電子コントロールカーペット」（CMのナレーション、出演・河合奈保子、1980年代）
- ゲゲゲの鬼太郎・妖怪大魔境（CMのナレーション）

## 音響監督
1973年
- エースをねらえ!
- 侍ジャイアンツ
- ジャングル黒べえ

1974年
- 柔道讃歌
- はじめ人間ギャートルズ

1977年
- シートン動物記 くまの子ジャッキー

1980年
- ほえろブンブン（録音演出）
- 無敵ロボ トライダーG7

1981年
- 最強ロボ ダイオージャ
- 野生のさけび

1984年
- 巨神ゴーグ

1985年
- ダーティペア

1986年
- アリオン

1987年
- 風と木の詩 SANCTUS -聖なるかな-
- ダーティペア（劇場版）
- デッドヒート

1988年
- 機動戦士SDガンダム
- 鎧伝サムライトルーパー

1989年
- 天空戦記シュラト
- ヴイナス戦記

1990年
- YJ版レモンエンジェル
- 勇者エクスカイザー

1991年
- 機甲警察メタルジャック
- 太陽の勇者ファイバード

1992年
- 伝説の勇者ダ・ガーン

1993年
- 勇者特急マイトガイン

1994年
- 宝塚市立手塚治虫記念館の館内アニメ
- B.B.フィッシュ
- 勇者警察ジェイデッカー

1995年
- MIND ASSASSIN
- 黄金勇者ゴルドラン

1996年
- 勇者指令ダグオン
- ボンバーマン 勇気をありがとう 私が耳になる

1997年
- ジャングル大帝
- 勇者王ガオガイガー

1998年
- がんばれゴエモン 地球救出大作戦
- ふしぎなメルモ（リニューアル版）

1999年
- イソップワールド（音響監修）

2000年
- ブラック・ジャック 空からきた子ども

### 日本語版演出
- 悪魔の沼

### その他
- 宝塚市立手塚治虫記念館 館内上映アニメ「ガジャボイ一代記」（ナレーターも兼任）